# Oecetis carvalhoi
Oecetis carvalhoi är en nattsländeart som beskrevs av G. Marlier 1965. Oecetis carvalhoi ingår i släktet Oecetis och familjen långhornssländor. Inga underarter finns listade i Catalogue of Life.